# Grand Prix Jef Scherens 2002
La 36e édition du Grand Prix Jef Scherens a eu lieu le 1er septembre 2002. Elle a été remportée par l'Allemand Andreas Klier.

## Classement final
Andreas Klier remporte la course en parcourant les 196 km en 4 h 33 min 14 s à la vitesse moyenne de 43,076 km/h ; 152 coureurs ont pris le départ.
| Classement final | Classement final  | Classement final | Classement final | Classement final   |
|                  | Coureur           | Pays             | Équipe           | Temps              |
| ---------------- | ----------------- | ---------------- | ---------------- | ------------------ |
| 1er              | Andreas Klier     | Allemagne        | Deutsche Telekom | en 4 h 33 min 14 s |
| 2e               | Robert Hunter     | Afrique du Sud   | Mapei-Quick Step | + 2 min 3 s        |
| 3e               | Léon van Bon      | Pays-Bas         | Domo-Farm Frites | m.t                |
| 4e               | Allan Johansen    | Danemark         | Eds-Fakta        | m.t                |
| 5e               | Aart Vierhouten   | Pays-Bas         | Lotto-Adecco     | + 2 min 14 s       |
| 6e               | Bert Scheirlinckx | Belgique         | Rdm-Flanders     | m.t                |
| 7e               | Manu L'Hoir       | Belgique         | Eds-Fakta        | m.t                |
| 8e               | Serge Baguet      | Belgique         | Lotto-Adecco     | + 2 min 25 s       |
| 9e               | Gorik Gardeyn     | Belgique         | Lotto-Adecco     | + 2 min 33 s       |
| 10e              | Matthé Pronk      | Pays-Bas         | Rabobank         | m.t                |
| modifier         |                   |                  |                  |                    |